# Schubertstraße 19/21 (Weimar)

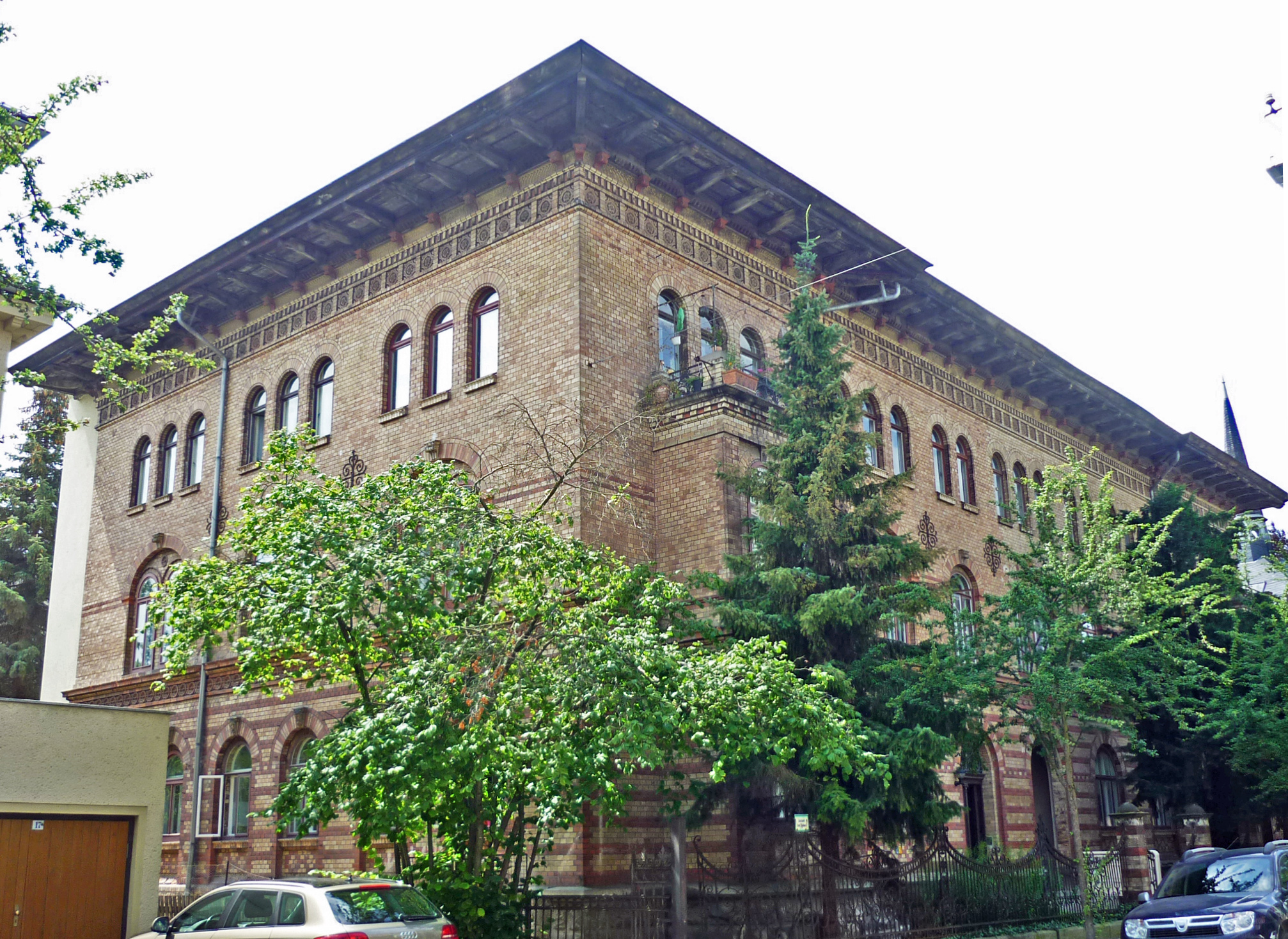
Schubertstraße 19/21

Das ehemalige Doppelwohnhaus Bismarckstraße 15/17 ist die heutige Schubertstraße 19/21 in der Weimarer Westvorstadt.

## Geschichte
Das mehrgeschossige Neorenaissancegebäude mit seinem markanten mehrfarbigen Mauerwerk und weitem Dachüberstand wurde 1888/89 für Karl Muthesius, den späteren Direktor des Weimarer Lehrerseminars, erbaut. Sein Vater, der Maurermeister G. E. Muthesius entwarf das Gebäude. Es wurden durchgängig Rundbogenfenster eingebaut. In der Weimarer Westvorstadt wurden einige Villen im italienischen Palazzostil errichtet und damit der Stil öffentlicher Gebäude nachgeahmt, die auf Otto Minkert oder Rudolf Zapfe zurückgehen. Das ist wahrscheinlich auch hier der Fall gewesen.
An der Ostseite besitzt das Gebäude die Markierung „LSR“ für „Luftschutzraum“. Laut Christian Handwerck ist es eines der letzten Gebäude Weimars, an dem eine solche Markierung angebracht wurde. Die zusätzlich angebrachten weißen Pfeile dienten ebenfalls dem Luftschutz.
Dieses Gebäude steht auf der Liste der Kulturdenkmale in Weimar.